# Théâtre régional des Pays de la Loire
 (août 2022).
Si vous disposez d'ouvrages ou d'articles de référence ou si vous connaissez des sites web de qualité traitant du thème abordé ici, merci de compléter l'article en donnant les références utiles à sa vérifiabilité et en les liant à la section « Notes et références ».
Le Théâtre régional des Pays de la Loire (TRPL) est un organisme culturel régional créé en 1985, dont le siège est situé au 9 rue de St Melaine à Cholet. Il fait suite au Théâtre des Pays de la Loire - centre dramatique national, créé en 1972.

## Missions
Sa mission première est de promouvoir la création artistique au niveau des cinq départements constituant la région des Pays de la Loire même si son action culturelle s’étend également aux plans national et international.
Le Théâtre régional des Pays de la Loire fonctionne en tant que centre de ressources. Il collabore avec les autres compagnies professionnelles de la région, avec lesquelles il développe un certain nombre de partenariats.
Le TRPL coordonne l'opération Les Pays de la Loire en Avignon au festival d’Avignon depuis 1998. Il assure aussi depuis 1993 la direction artistique du festival de Noirmoutier-en-l'Île.

## Fonctionnement

### Soutiens et partenariats
Le Théâtre régional des Pays de la Loire reçoit le soutien de plusieurs organismes pour son financement :
- la région des Pays de la Loire
- la communauté d'agglomération du Choletais
- Les départements de Maine-et-Loire et de Vendée

### Direction
Le directeur du TRPL est, depuis novembre 2020, Camille de La Guillonnière. Il succède à Patrick Pelloquet qui lui-même succéda en 1991 à Jean Guichard, le fondateur du théâtre.

## Répertoire
Le TRPL a présenté un large éventail de pièces d'auteurs célèbres, parmi lesquelles : 
- On ne badine pas avec l'amour d’Alfred de Musset
- Un chapeau de paille d'Italie d’Eugène Labiche
- Lucrèce Borgia de Victor Hugo
- Le Songe d'une nuit d'été de William Shakespeare
- Les Trois Mousquetaires d’Alexandre Dumas
- Huis clos de Jean-Paul Sartre
- Une petite formalité de Georges Courteline
- Les Champs d'honneur de Jean Rouaud
- Le Bourgeois gentilhomme de Molière
- Cinna de Pierre Corneille
- Une souris grise de Louis Calaferte
- La Cagnotte d'Eugène Labiche
- Peep show dans les Alpes de Markus Kobeli
- Inventaires de Philippe Minyana
- La Gonfle de Roger Martin du Gard
- Homme et galant homme d'Eduardo De Filippo
- Fin de journée d'André Benedetto
- Feu la mère de Madame / Mais n'te promène donc pas toute nue ! de Georges Feydeau
- Le serment d'Hippocrate de Louis Calaferte
- L'affaire de la rue de Lourcine d'Eugène Labiche
- Les Mandibules de Louis Calaferte

Certaines productions sont coproduites avec d'autres compagnies, comme la pièce de Matéi Visniec Petit boulot pour vieux clown, coproduction avec la Compagnie Jean-Claude Drouot.
L'acteur Jean-Claude Drouot met en scène également Cinna de Pierre Corneille.

## Distinctions

### Nominations
- 2006 et 2007 : nomination pour le prix Adami